# Прапор Монтани
Прапор Монтани (англ. Flag of Montana) — один з державних символів американського штату Монтана.
Прапор являє собою прямокутне полотнище синього кольору, в центрі якого розташована печатка Монтани.
На печатці зображені плуг, лопата і кирка, що лежать на березі перед каскадом водоспадів  річки Міссурі. Стрічка містить державний девіз, Oro y plata (з ісп. Золото і срібло).
Прапор був прийнятий в 1905 році, в 1981 році вище печатки штату було додано слово MONTANA (з англ. Монтана). У 1985 році був змінений шрифт цього напису.
Спочатку даний прапор використовувався збройними силами штату Монтана в іспано-американській війні.

## Гелерея

Попередній прапор Монтани, 27 лютого 1905 — 1 липня 1981